# Stiftung GmbH & Co. KG
Die Stiftung GmbH & Co. KG ist im deutschen Recht eine Sonderform der Kommanditgesellschaft (KG), konkret der GmbH & Co. KG, und somit eine Personengesellschaft. Sie dient dazu, die Unternehmensnachfolge zu regeln. Der persönlich haftende Gesellschafter (Komplementär) ist dabei keine natürliche Person, sondern eine GmbH. Die Stiftung fungiert dabei als Kommanditist.
Die Rechtsform kann zu verschiedenen Zwecken eingesetzt werden (s. u).

## Firma
Sowohl die GmbH als auch die Stiftung GmbH & Co. KG werden in das Handelsregister eingetragen. Die Stiftung wird im Stiftungsregister eingetragen. Die Firma muss gem. § 19 Abs. 1 Nr. 3 HGB (neue Fassung) die Bezeichnung „Kommanditgesellschaft“ bzw. eine „allgemein verständliche Abkürzung“ dieses Begriffs (KG) im Namen tragen. 

## Gesellschafter
Die Beziehungen und Rechte der Gesellschafter untereinander regelt der Gesellschaftsvertrag. Die diesbezüglichen Vorgaben für die KG aus dem HGB (§ 161 ff) sind weitestgehend dispositiv, d. h., sie können durch vertragliche Vereinbarungen im Gesellschaftsvertrag abbedungen werden. 
Im Gegensatz zur Stiftung & Co. KG, bei der die Stiftung als Komplementär auftritt, fungieren die Stiftung und weitere Personen hier als Kommanditisten. Auf Seite der Kommanditisten bezeichnet die Pflichteinlage den Betrag, den ein Kommanditist in die Gesellschaft einzuzahlen hat. Die Stiftung ist zum Erhalt des Grundstockvermögens verpflichtet. Ihre Einlage kann daher nicht aus dem Grundstockvermögen, sondern muss aus dem zusätzlichen Vermögen stammen.

## Gründe für eine Stiftung GmbH & Co. KG
- Geschäftsführung: Als Geschäftsführer der Kommanditist-Stiftung können außenstehende Fachleute angestellt werden.
- Haftungsregelung: Anstelle einer natürlichen Person tritt die GmbH als Vollhafter ein.
- Nachfolgeregelung: Die Stiftung ist „unsterblich“. Dies ist insbesondere für Familienunternehmen wichtig. Dieser Vorteil gilt nur, sofern die Stiftung alle oder die überwiegenden Kommanditanteile hält.
- Wissensmanagement: Über den Beirat oder das Kuratorium der Stiftung werden Experten zur Beratung herangezogen und in die Entscheidungsprozesse eingebunden.

## Einkommensteuer und Körperschaftsteuer
Einkommensteuerrechtlich betrachtet ist die Stiftung GmbH & Co. KG eine Personengesellschaft.
Als Personengesellschaft ist die Stiftung GmbH & Co. KG selbst weder körperschaftsteuer- noch einkommensteuerpflichtig, da das Einkommensteuergesetz nur auf natürliche Personen abstellt. Gewerbesteuer fällt nur bei gewerblicher Tätigkeit an.
Die Gewinnanteile der Kommanditisten unterliegen – soweit sie natürliche Personen sind – der Einkommensteuer.

## Abgrenzung
Fungiert die Stiftung nicht als Kommanditist, sondern als Komplementär, handelt es sich in der Regel um eine Stiftung & Co. KG.

## Weblink
- Übersicht zu Sonderformen der KG, abgerufen am 2. August 2015.